# Notes on the Folklore of the Fjort
Notes on the Folklore of the Fjort est un ouvrage de Richard Edward Dennett (introduction de Marie H. Kingsley), publié en 1898.
Il contient plus de 30 récits traditionnels (peuple Vili) du Congo français qui ont été recueillis par le Folklore Society de Londres.